# Ціссе фон дем Рутенберг
Ціссе фон дем Рутенберг (*Cisse von dem Rutenberg, д/н — 1433) — 33-й магістр Лівонського ордену в 1424—1433 роках.

## Життєпис
Походив з нідерландського шляхетського роду Рутенбергів, васалами єпископства Утрехтського. Представники цього роду були пов'язані з Лівонським орденом. Син Дірка фон дем Рутенберг і Мехтільди фон Герде. Народився в сеньйорі Оверейсел, місті Зволле. Отримав ім'я Гіссельбрехт, але відомим став під ласкальною формою цього ім'я — Ціссе.
Замолоду став лицарем Лівонського ордену. 1413 року призначено комтуром фортеці Мітава. У 1420 році стає комтуром Марієнбургу. В 1423 дістав посаду комтура Ревеля. У 1424 році після смерті магістра Зігфріда Ландера фон Шпонгайма за підтримки партії «рейнців» обирається новим очільником Лівонського ордену.
Невдовзі вступив у протистояння з ризьким архієпископом Геннінгом Шарпенбергом, який, спираючись на підтримку великого князівства Литовського, прагнув домогтися більшої самостійності від Ордена. У 1426 році Шарпенберг організував в Ризі церковний з'їзд, на якому було прийнято рішення про відправку посольства до папи римського зі скаргами на Ціссе фон дем Рутенберг. Але в околицях Лібави це посольство було захоплено і пограбовано гробінськимм фогтом Госвіном фон Ашенбергом, який вчинив так не без дозволу самого лівонського магістра. У відповідь архієпископ, посилаючись на буллу папи римського Мартина V оголосив себе єдиним сюзереном Риги. Того ж року у Валці зібрався третейський суд, що вирішити сюзеренітет над містом Рига, який встановив підпорядкованість Риги Ордену. 1429 року став учасником З'їзду європейських монархів у Луцьку.
У 1426 році військо Псковської республіки вчинили напад на Дерптське єпископство, де сплюндрували багато сіл. Проте Ціссе фон дем Рутенберг не надав військової допомоги дерптскому єпископу. Дітріху Реслеру. Тому той звернувся за допомогою до великого князя литовського Вітовта. Литовські загони вступили в Дерптське єпископство і допомогли вигнати псковичів. У відповідь магістр Лівонського ордену став погрожувати дерптсбкому єпископу війною.
1430 року виник новий конфлікт з ризьким єпископом через Езельське єпископство. В цю справу втрутився великий князть литовський Вітовт, користуючись правом протектора першого. У червні 1431 року магістр в рамках союз Тевтонського ордену великим князем литовським Свидригайлом Ольгердовичем також уклав з останнім військовий союз. В вересні магістр відправив війська на допомогу Свидригайлу, але ті зазнали поразки у битві при Накелі. В листопаді 1431 року укладено угоду, за якою цей ризький архієпископ і його каноніки залишалися членами августинского ордена, але в майбутньому вони повинні стати членами Тевтонського ордена (фактично Лівонського ордену).
1432 року проти Свидригайла повстав стриєчний брат Сигізмунд Кейстутович, якого підтримувала Польща. Велике князівство Литовське фактично розділилося на дві частини. Влада нового великого князя литовського Сигізмунда Кейстутовича визнали Вільно, Троки, Ковно, Жемайтія, Гродненська, Берестейська і Мінська землі. Свидригайло Ольгердович користувався підтримкою в українських і білоруських землях Великого князівства Литовського. Свидригайло утік до Полоцька, звідки звернувся за допомогою до магістру Ціссе фон дем Рутенберга. У листопаді того ж року останній відправив на допомогу своєму союзнику Свидригайлу допоміжне військо під командуванням ашераденського і динабурзького комтурів. Незважаючи на посилення свого війська Свидригайло 9 грудня 1432 року в битві під Ошмянах зазнав поразки від польсько-литовської армії під орудою Сигізмунда Кейстутовича.
У 1433 році ЛЦіссе фон дем Рутенберг з великим орденським військом вдерся до Литви, де з'єднався з військом Свидригайла Ольгердовича. Союзники 12 тижнів плюндрували литовські землі, спробували захопити Тракай. Восени того ж року в лівонському війську почалася епідемія, від якої згодом помер Ціссе фон дем Рутенберг на зворотному шляху з Литви до Лівонії. Новим магістром став Франк фон Кірскорф.